# ピープードゥ&ザ・スーパーファックフレンズ
ピープードゥ&ザ・スーパーファックフレンズ（Peepoodo & The Super Fuck Friends）は、バラックが制作したフランスのアダルトアニメ。Bobbypillsが制作する2番目のシリーズ作品である。
第2期はピープードゥ&ザ・スーパースペースフレンズ（Peepoodo & The Super Space Friends）に改題された。

## 概要
「タブーや偏見を無くし、寛容を唯一のメッセージに持った、あらゆるセクシュアリティをポジティブな観点から自由に探究する大人向けの教育アニメ」をテーマとした、コメディタッチの性教育アニメ。特徴として登場人物のほとんどが性器を露出しており、他作品のパロディが随所に挿入されている。2018年7月16日に第1話が公開された。
制作はフランス語で行われ、第1期は英語版も制作されていた。全話で英語、日本語、スペイン語などの字幕が用意されている。配信プラットフォームはBobbypillsのウェブサイトで、またかつてはYoutubeで配信され、削除されるまでに多くの再生回数を記録していた。
2020年から始まったKickstarterでのクラウドファンディングの後、2021年4月7日に第2期が公開された。舞台を宇宙へと移し、「セックストレック」（スタートレックのパロディ）と称し、また『銀河ヒッチハイク・ガイド』と『ドクター・フー』の要素も加わっている。

## 登場人物
登場人物と声優はフランス語 / 英語版と併記している。日本語表記は字幕に従った。
ピープードゥ（Peepoodo）
声 - Brigitte Lecordier / Barbara Weber-Scaff
本作の主人公で、ピンク色のオスのハムスター。性成熟はしているものの外見は子供っぽく、ペニスは赤ちゃんのようだと揶揄される。
プッシーキャット先生（Dr. Monique Lachatte  / Dr. Monique Pussycat）
声 - Jeanne Chartier / Barbara Weber-Scaff
メスのトラネコで、巨乳の医師。性に関する事柄の解説役を務める。常識人で、本作では珍しく衣服を上下ともに着用している。名前の意味はフランス語では「雌猫」、英語では「子猫」だが、どちらもスラングで女性器を指す。
グロコスト（Grocosto / Tuffalo）
声 - Brice Chevillard / Douglas Rand
ピープードゥの友達で、オスのスイギュウ。短小。Beauf（フランス語で下品で心の狭い田舎者という意味）気質を持ち、間抜けなところがある。
ケビン→エブリン（Kevin→Evelyne / Evelyn）
声 - Balak / David Gasman
ピープードゥの友達で、オスのシロクマ。トランスジェンダーで、第1期14話でカミングアウトした後はイヴリンと名乗る。またケビン時代は全裸であったが、エブリンになってからは衣服を身に付けるようになった。
リリィ（Lilly）
声 - Léa Tcherniatinsky / Christine Ryndak
ピープードゥの友達で、ノースリーブシャツを着た青色のメスのゾウ。恥ずかしがり屋。
ベアトリクス（Béatrix）
声 - Léa Justum / Sharon Mann
本作の悪役であるメスのオオカミ。ボディビルダーのような体型で、大勢の部下を連れている。「アルファオス（群れのリーダー）」となったピープードゥを付け狙う。
バルバルちゃん（Barubaru-chan）
第1期6話に登場したVRアダルトゲームの三次元の女性で、唯一日本語を話す。第2期では宇宙船のオペレーターを務める。

## エピソード
（フランス語版題 / 英語版題、併記ない場合は同じ）
第1期
1. Les Légumes / Vegetables
2. Le Basketball / Basketball
3. Le Correspondant allemand / Oktoberfest
4. La Sorcière / The Witch
5. Papidoux & Mamidoux / Papidoo & Mamidoo
6. BaruBaru Chan
7. L'Arbre magique / The Magic Tree
8. Peepoodo est amoureux / Peepoodo is in Love
9. Les MST / Street Party
10. Le Bébé panda / Pandas
11. La Nuit des Épilés / Night of the Waxed
12. L'Enquête / A Christmas Crime Part 1
13. Le Procès / A Christmas Crime Part 2
14. Dr Peepoodo / Dr Peepoodo
15. Solitaire / Alone At Last
16. Sexo Dingo
17. Peepoodur Partie 1 / Apocalypse Part 1
18. Peepoodur Partie 2 / Apocalypse Part 2

第2期
1. Amaflix+
2. Handjob's Tale
3. Le Cinquième Passager / In Space No One Can Hear You Cream
4. Body Swap
5. Œustrus Maximus
6. Le Grand Tournoi / The Onn-aka Tournament
7. Le Système Dagobite / How to Train Your Penis
8. Le Onn-Akka / The Onn-Aka